# Piezolumineszcencia
Piezolumineszcencia a lumineszcencia egyik fajtája, amely akkor figyelhető meg, amikor egyes anyagok nem roncsoló nyomás hatására fényt bocsátanak ki.
A piezolumineszcencia jelensége elektronok, lyukak és ionizáló magok rekombinációs folyamata
során jöhet létre.

## Megfigyelések
Piezolumineszcens jelenséget figyeltek meg egy ferroelektromos polimernél (polivinil fluorid) és előzőleg egy ionizáló besugárzást kapott kvarc esetében. A fényt CCD kamerával észlelték és fotoelektron-sokszorozóval rögzítették.
Megvizsgálták gamma besugárzás után a tiszta KBr (káliumbromid) és KCl (kálium klorid) egykristályok fénykibocsátó viselkedését. Izotermikus kék fényeltolódást észleltek a nyomás növelésével. Összehasonlításképpen hasonló kristályoknál állandó nyomás esetén vizsgálták a spektrumot. A hőmérséklet növelésével vörös eltolódás tapasztalható. Az eredményeket a kristályrács és az sávszerkezet változásával magyarázzák.

## Kísérlet
Az American Institute of Physics munkatársai a piezolumineszcens jelenségre építve egy nyomásra érzékeny mesterséges bőrt hoztak létre.
Egy vékony piezoelektromos film reprodukálhatóan erős fényt bocsát ki nyomás hatására. A lumineszkáló film nanoméretű ZnS (Cinkszulfid) kristályokat tartalmaz, 1,5%-os mangán szennyezéssel, mely az emittáló központot képezi. A filmre ható erővel arányos fénykibocsátás történik reprodukálható módon.

## Mérés
Az Opole University-n (Lengyelország) spektroszkópiai módszerrel analizálták a piezolumineszcens jelenségét egy rubin kristályon, mely egy erős ionizáló besugárzást kapott.